# Gerenciamento de risco
O gerenciamento de risco (português brasileiro) ou gestão de risco (português europeu) realiza-se com a adoção de melhores práticas de infraestrutura, políticas e metodologias, permitindo uma melhor gestão dos limites de risco aceitáveis, do capital, da precificação e do gerenciamento da carteira.
Risco significa incerteza sobre a ocorrência ou não de uma perda ou prejuízo,  e a forma de se controlar os riscos é através de seu gerenciamento. Ser capaz de gerenciar o risco significa "tentar evitar perdas, tentar diminuir a frequência ou severidade de perdas ou pagar as perdas de todos os esforços em contrário", entendendo-se 'frequência de perdas' como a quantidade de vezes que a perda ocorre, enquanto a severidade seria o custo do prejuízo decorrente da perda.
Conforme Jorion, no Gerenciamento de Risco financeiro considera-se, em primeira instância, os riscos financeiros que compreendem aqueles que ocasionam ganhos ou perdas de recursos financeiros para instituição. Quanto à volatilidade, são observados resultados inesperados relacionados ao valor de ativos ou passivos de interesse
Pode-se classificar os riscos financeiros como estratégicos e não estratégicos. Os estratégicos são aqueles assumidos voluntariamente. Uma cautelosa exposição a esses tipos de riscos é fator fundamental para o sucesso das atividades comerciais. Já os riscos não-estratégicos são aqueles que não podem ser controlados e não condicionam fator estratégico, e por isso denominado desta forma.
De acordo com Jorion, instituições financeiras têm, por objetivo principal, gerenciar ativamente os riscos financeiros, assumindo, intermediando e oferecendo conselhos. Compreender os riscos enquanto incertezas inevitáveis trazem aos administradores financeiros meios que prever e minimizar eventos adversos, estando preparados de maneira mais eficiente. E, conforme o autor, o aumento da volatilidade dos mercados financeiros, no começo dos anos 1970, trazia uma única constante em relação a todos os fatos ocorridos, que é a imprevisibilidade, em que rápidas mudanças do cenário econômico geravam grandes perdas financeiras. O gerenciamento de risco, neste sentido, fornece proteção parcial contra essas fontes de risco.
Corporações assumem posturas de gerenciamento de risco mais ativas, segundo Crouhy, Galai e Mark , onde risco sempre foi um elemento relevante nas tomadas decisões de novos investimentos. Ao desconsiderar projetos mais arriscados, as organizações podem perder oportunidades com excelentes retornos. O problema maior é como quantificar os riscos, precificando-os adequadamente.
Para Juvenil Alves, da Casa do Contribuinte, Gerenciamento de Risco Tributário tem o seguinte conceito: Gerenciamento de Risco Tributário. Consiste em conhecer e identificar as rotinas tributárias de um contribuinte e suas escriturações, para cotejando-as com o sistema legal (leis e outros aparatos legais),  com a jurisprudência e com  tendências futuras de entendimentos, possa identificar eventuais distorções, evitando aplicação de multas, processos criminais e perdas patrimoniais, para sócios, administradores e contadores. 

## Tipos de riscos
Crouhy, Galai e Mark , classificam os riscos financeiros de uma instituição como:
- Risco de mercado,
- Risco de crédito
- Risco de liquidez
- Risco operacional
- Risco legal
- Risco do fator humano

Risco de mercado é o risco de que mudanças nos preços e nas taxas no mercado financeiro reduzam o valor das posições de um título ou de uma carteira."  Os riscos de mercado de um fundo normalmente são medidos com base em um índice ou carteira benchmark.
Risco de crédito é o "risco de que uma mudança na quantidade do crédito de uma contraparte possa afetar o valor da posição de um banco. Neste tipo de risco, a contraparte não quer ou não pode cumprir com suas obrigações contratuais e, eventualmente, sofre  rebaixamento por parte de uma agência classificadora de risco.
Risco de liquidez compreende tanto o risco de financiamento de liquidez quanto o risco de liquidez relacionado às negociações, [...]. Risco de financiamento de liquidez se relaciona à capacidade de uma instituição financeira de levantar o caixa necessário para rolar sua dívida, para atender exigências de caixa, margem e garantias das contrapartes e (no caso de fundos) de satisfazer retiradas de capital. O risco de liquidez relacionado a negociações, [...], é o risco de que uma instituição não seja capaz de executar uma transação ao preço prevalecente de mercado porque não há, temporariamente, qualquer apetite pelo negócio "do outro lado" do mercado. O  risco de financiamento de liquidez  e o risco de liquidez  relacionado às negociações "definem-se como duas dimensões do risco de liquidez". Quando uma transação não puder ser adiada, sua execução pode levar a uma perda substancial na posição. É um risco difícil de ser quantificado.
O  risco operacional, por sua vez, "[...] se refere às perdas potenciais resultantes de sistemas inadequados, falha da gerência, controles defeituosos, fraude e erro humano". Relacionado ao risco operacional, existem vários casos de falhas operacionais relacionadas a uso de derivativos, caracterizadas por transações alavancadas, ao contrário das transações à vista. Um negociante pode fazer comprometimentos muito grandes em nome da instituição financeira, gerando exposições futuras enormes, utilizando pequeno volume de dinheiro.
O risco jurídico "surge por toda uma série de razões. Por exemplo, uma contraparte pode não ter a autoridade legal ou regulatória para se engajar em uma transação. Riscos Jurídicos geralmente só se tornam aparentes quando uma contraparte, ou investidor, perde dinheiro em uma transação e decide acionar o banco para evitar o descumprimento de suas obrigações".
O risco do fator humano é assim definido como “uma forma especial de risco operacional. Relaciona-se às perdas que podem resultar em erros humanos como apertar o botão errado em um computador, inadvertidamente destruir um arquivo ou inserir um valor errado para um parâmetro de entrada de um modelo”.